# چنگال‌زانوی گاردینری
چنگال‌زانوی گاردینری (نام علمی: Dicrogonatus gardineri) نام یک گونه منقرض‌شده از فراراسته انگل‌شکلان است.